# Passionada
Passionada è un film del 2002 diretto da Dan Ireland.
La pellicola è una coproduzione britannico-portoghese.

## Trama
Celia Amonte è una donna portoghese, rimasta vedova e con una figlia, Vicky. La sua passione è il fado, un canto portoghese, e si esibisce in vari locali cantando questo affascinante genere musicale.
Una sera, durante una sua esibizione, un affascinante giocatore d'azzardo inglese, Charlie Beck, rimane colpito da lei, che però sembra essere ancora innamorata e fedele al marito defunto, e lo respinge.
Charlie però non demorde, e sempre più interessato a Celia, chiede a Vicky come fare per riuscire a frequentare sua madre.
Quest'ultima gli propone un patto: se Charlie le insegnerà come imbrogliare con le carte da poker lei lo aiuterà a conoscere Celia; Charlie ci sta, accettando di raccontare a Celia di essere un pescatore.
Il piano di Vicky e Charlie funziona perfettamente, e Celia si innamora di lui.
Quando tra Celia e Charlie si stabilisce una relazione seria e impegnata, quest'ultimo si sente in dovere di confessarle di non essere un pescatore, e al di là delle sue aspettative, Celia gli risponde che aveva sempre saputo che lui odiava il pesce.